# درونیابی چند متغیره
در آنالیز عددی، درونیابی چند متغیره یا درونیابی فضایی (به انگلیسی: Multivariate Interpolation) نوعی درونیابی بر روی توابعی با بیش از یک متغیر است.
این تابع در مجموعه ای از نقاط ({\displaystyle x_{i},y_{i},z_{i},...}) معین است و مسئلهٔ درونیابی شامل مقادیر حاصل در نقاط دلخواه ({\displaystyle x,y,z,...}) است.

### درونیابی
دورنیابی پروسه ای برای پیدا کردن مقادیر تابع در نقاط ناشناخته، با استفاده از مقادیر تابع در نقاط شناخته شده‌است. روش‌های مختلفی برای درونیابی تاکنون شناخته شده‌است. ساده‌ترین روش، پیدا کردن اطلاعات نقطه ای بین دو نقطهٔ شناخته‌است در حالی که نرخ تغییر مقدار دو نقطه معین باشد.

## شبکه منظم
برای تابعی با مقادیر معین (با فواصل معین و نه لزوماً یکسان) روش‌های زیر امکان‌پذیر است:
همهٔ بعدها
- درونیابی نزدیک‌ترین همسایه
- کریجینگ
- بارگیری فاصله معکوس
- درونیابی همسایه طبیعی
- درونیابی اسپلاین
- درونیابی تابع RAdial basis

دو بعدی‌ها
- درونیابی بارنز
- درونیابی دوخطی
- درونیابی دومکعبی
- سطح بیزی (Bézier surface)
- نمونه برداری مجدد لانتوش (Lanczos resampling)
- مثلث سازی دلونی (Delaunay triangulation)

سه بعدی‌ها
- درونیابی سه خطی
- درونیابی سه مکعبی